# Exapion fuscirostre
Espèce
Synonymes
- Apion fuscirostre (Fabricius, 1775)[2]
- Curculio fuscirostre Fabricius, 1775[2]

Exapion fuscirostre est une espèce de coléoptères de la famille des Apionidae.

## Description
Les coléoptères ont une longueur de corps de 2,4 à 3 millimètres. Ils ont une forme ovale allongée. Les élytres sont étroits et allongés. La tête, le pronotum et les élytres sont de couleur rougeâtre à brune. Une bande oblique légèrement écaillée s'étend sur les couvertures d'aile du renflement de l'épaule à l'arrière. Le tronc devient considérablement plus mince vers la pointe. Les antennes de couleur rouge rouille sont situées près de la base du tronc. Il existe également une dent dirigée vers le bas, qui peut également être un épaississement arrondi chez les femmes. Les pattes sont de couleur rouge rouille. Les antennes ainsi que le trochanter et la partie basale des fémurs sont noircis.
L'espèce se distingue des autres représentants du genre Exapion par les écailles bicolores blanches et brunâtres des couvertures alaires en relation avec la forme étroite et comprimée latéralement des couvertures alaires. Exapion compactum et Exapion inexpertum sont similaires et étroitement apparentés, ils ne vivent pas sur le genêt commun, mais sur des ajoncs et des espèces d'ajoncs ailés (genre Genista).

## Répartition
Exapion fuscirostre est présent au Moyen-Orient, en Europe et en Afrique du Nord. L'espèce est répandue en Europe, mais est absente en Europe de l'Est ; en Europe centrale, elle est commune partout. Au Portugal, en plus de la forme nominale, il existe également la sous-espèce Exapion fuscirostre flachi (Wagner, 1906).
L'espèce de coléoptère fut introduite en Amérique du Nord en 1964. La population d'origine venait d'Italie et fut relâchée en Californie. Elle s'est maintenant établie sur la côte ouest jusqu'à la Colombie-Britannique au nord.
L'idée d'un contrôle biologie fut rejetée en Nouvelle-Zélande.

## Comportement
Les coléoptères sont observés d'avril à octobre, principalement en mai. Les larves se développent dans les graines du genêt à balais, chaque larve a besoin d'une graine pour se développer. On l'introduisit pour la lutte biologique contre les ravageurs en Amérique du Nord. Les œufs sont pondus dans les cosses des plantes hôtes. Les larves éclosent entre 5 et 15 jours après la ponte. Celles-ci passent par trois stades larvaires sur une période de 20 à 40 jours. La nymphose a généralement lieu dans la gousse au cours de la troisième semaine de juillet. Les imagos apparaissent après 10 à 20 jours. Ceux-ci hibernent ensuite dans des endroits protégés à proximité immédiate de leurs plantes hôtes, par exemple sous le feuillage voisin.
Exapion fuscirostre est un parasite des plantes Cytisus balansae, Cytisus multiflorus, Cytisus oromediterraneus, Cytisus scoparius.

## Parasite
La guêpe Pteromalus sequester est considérée comme un parasitoïde des larves d’Exapion fuscirostre.